# Moros (Mythologie)
Moros (altgriechisch Μόρος Móros, deutsch ‚Schicksal, Verhängnis‘) ist in der griechischen Mythologie der Gott des Verhängnisses und des Untergangs.
Nach Hesiod ist er ein Kind der Nyx, der Verkörperung der Nacht. Er gehört mit seinen Geschwistern Ker, Thanatos, Hypnos, Aither, Hemera, Charon, Momos, Eris und Nemesis zu der als Keres bezeichneten Gruppe von Schicksals- und Todesgöttern bzw. -dämonen.